# Кузин, Сергей Викторович
Серге́й Ви́кторович Ку́зин род. 18 января 1971, Балаково, Саратовская область) — советский, российский мотогонщик, участник соревнований по спидвею. Мастер спорта. Чемпион СССР и России в личном и командном зачётах. Бронзовый призёр Кубка европейских чемпионов по спидвею.

## Биография
Спидвеем заниматься начал в 13 лет. Первым тренером был Леошкин Евгений Иосифович. В чемпионате страны дебютировал в составе команды "Турбина" в 1988 г., а уже на следующий 1990 год стал чемпионом СССР в командном зачёте.
В начале 1990-х являлся одним из сильнейших гонщиков страны: два года подряд Кузин побеждал как на юниорском, так и на взрослом личном первенстве – в 1991 г. СССР, а в 1992 г. – СНГ.  В 1992 и 1993 г. были завоеваны победы в чемпионат России. В это же время совмещал классический спидвей с мотогонками на длинном треке.
Однако в командном первенстве страны «Турбина» в 1992-1994 гг. оставалась без медалей, а после 1994 г. и вовсе завершила выступления в чемпионате России. Спортсмен был вынужден перейти в команду «Жигули» (позже «Мега-Лада», Тольятти), в составе которой выступал с 1995 по 2002 г., пять раз выиграв командный чемпионат страны. В тот же период выступал в финской и польской лигах.
В 2003 г., после того как в Балаково возродился спидвейный клуб, вернулся в «Турбину» (СТМК), однако после конфликта с тренером Валерием Гордеевым в середине сезона покинул команду. Вернулся в спидвей лишь в 2006 г., когда в Балаково появилась новая команда – СК «Турбина». Провёл в новом клубе 4 сезона. В последний раз за СК "Турбину" вышел на трек в июле 2009 года, в октябре 2009 года руководство СК "Турбина" объявило о завершении его спортивной карьеры.
Женат, есть дочь Кристина.

## Среднезаездный результат
| Лига        | 1988            | 1989               | 1990               | 1991            | 1992               | 1993          | 1994        | 1995             | 1996             | 1997            | 1998            |
| ----------- | --------------- | ------------------ | ------------------ | --------------- | ------------------ | ------------- | ----------- | ---------------- | ---------------- | --------------- | --------------- |
| ВЛ //       | 0,634 Турбина   | 0,978 Турбина      | 2,596 Турбина      | 1,943 Турбина   | 1,500 Турбина      | 1,000 Турбина | 2,280 Иргиз | 2,080 Мега-Лада  | 1,977 Мега-Лада  | 2,265 Мега-Лада | 2,323 Мега-Лада |
| (ЭЛ)        | -               | -                  | -                  | -               | -                  | -             | -           | -                | 1,600 Нева       | -               | 2,143 Нева      |
| Лига        | 1999            | 2000               | 2001               | 2002            | 2003               | 2004          | 2005        | 2006             | 2007             | 2008            | 2009            |
| Флаг России | 2,343 Мега-Лада | 2,424 Мега-Лада    | 2,026 Мега-Лада    | 2,550 Мега-Лада | 2,200 СТМК Турбина | -             | -           | 2,297 СК Турбина | 1,579 СК Турбина | 1,222 Турбина   | 0,889 Турбина   |
| (ЭЛ)        | 2,283 Нева      | 1,668 Нева         | -                  | -               | -                  | -             | -           | -                | -                | -               | -               |
| (I)         | -               | -                  | 1,774 Колеяж Равич | -               | -                  | -             | -           | -                | -                | -               | -               |
| (II)        | -               | 1,947 Колеяж Равич | -                  | -               | -                  | -             | -           | -                | -                | -               | -               |

## Достижения
| - Чемпионат СССР/СНГ по спидвею среди юниоров: в личном зачёте — 3 место (1990), 1 место (1991, 1992) - Чемпионат СССР/СНГ по спидвею в личном зачёте — 1 место (1991, 1992) в командном зачёте — 3 место (1988, 1990), 1 место (1989), 2 место (1991) - Чемпионат России по спидвею среди юниоров: в личном зачёте — 1 место (1991) - Чемпионат России по спидвею в командном зачёте — 1 место (1995, 1996, 1998, 2001, 2002, 2009), 2 место (1997, 1999, 2000, 2007), 3 место (2008) в личном зачёте — 1 место (1992, 1993), 2 место (1999), 3 место (1996, 1997, 2001) в парном зачёте — 1 место (2007, 2008), 2 место (2002) - Кубок МФР по спидвею в личном зачёте — 3 место (2002) | На международных соревнованиях Юниорские соревнования ЛЧМЮ — 12 место в ¼ финала (1990, 1992), 11 место ¼ финала (1991) Взрослые соревнования ЛЧЕ — 4 место (2001) ЛКЧ — 12 место (1992), 9 место (1993) КЕЧ — 3 место (1999, за «Мега-Ладу») ПЧМ — 7 место в ½ финала (1993) ККМ — 8 место (2001), 9 место (2002) ЛЧМ — 10 место в 1/8 финала (1990), 11 место в 1/8 финала (1992), 9 место в 1/8 финала (1993) На 1998 г. Сергеем Кузиным был поставлен рекорд круга домашнего стадиона "Труд" (В Балаково) |  |

## Спидвей на длинном треке и траве
Достижения:
- Чемпионат России по спидвею на длинном треке

в личном зачёте – 2 место (1992)
в командном зачёте – 1 место (1992)
- Чемпионат СССР по спидвею на длинном треке

в личном зачёте – 2 место (1992)
- Личный чемпионат Европы по спидвею на траве

12 место в ¼ финала (1992, 1993)